# 126
Secole: Secolul I - Secolul al II-lea - Secolul al III-lea
Decenii: Anii 70 Anii 80 Anii 90 Anii 100 Anii 110 - Anii 120 - Anii 130 Anii 140 Anii 150 Anii 160 Anii 170
Ani: 121 | 122 | 123 | 124 | 125 | 126 | 127 | 128 | 129 | 130 | 131

## Nașteri
- 1 august: Pertinax, împărat roman (d. 193)

## Decese
- dată necunoscută: Suetoniu  (n. 70)
- dată necunoscută: Papa Sixt I  (n. 42)